# Panenjoan (Carenang)
Panenjoan is een bestuurslaag in het regentschap Serang van de provincie Banten, Indonesië. Panenjoan telt 3656 inwoners (volkstelling 2010).